# Al-Qaṣr
Al-Qaṣr este unul dintre districtele Guvernoratul Karak, Iordania.